# Rio Ipanema
O rio Ipanema é um curso de água que banha os estados de Alagoas e Pernambuco, no Brasil. Forma com seus afluentes uma bacia hidrográfica que deságua no rio São Francisco. O rio Ipanema tem sua nascente no município de Pesqueira em Pernambuco e sua foz no rio São Francisco em Alagoas.